# Untere Mühle (Welzheim)
Die Untere Mühle (auch Untermühle) ist eine abgegangene Wassermühle bei Welzheim, einer Kleinstadt im baden-württembergischen Rems-Murr-Kreis. Die Getreide- und Sägemühle, die wahrscheinlich aus dem späten Mittelalter stammte, wurde 1960 bei einer Übung der Welzheimer Feuerwehr in Brand gesteckt und zerstört.

## Lage
Die Mühle befand sich im Tälchen der Lein, östlich der Welzheimer Altstadt, nördlich der Kreisstraße K 1887 Richtung Rienharz. Etwa einen Kilometer flussaufwärts befand sich die Obere Mühle, die 1979 ebenfalls durch einen Brand zerstört wurde. Einige Hundert Meter flussabwärts liegt der Wohnplatz Ölmühle.

## Geschichte
Erstmals erwähnt wurde die Untere Mühle als Vndermüllin im Jahre 1564, allerdings dürfte der Mühlenstandort älter sein. Eigentümer um 1564 war Hans Müller. Zur Zeit der ersten Württembergischen Landesvermessung war die Anlage eine Getreide- und Sägemühle. Das Kartenwerk gibt die Situation gut wieder: Das Hauptgebäude stand rechts an einem von der Lein abzweigenden Mühlkanal, der zu einem Mühlenteich aufgestaut war. Der Kanal war etwa 190 Meter lang, während der Teich etwa 55 Meter lang war. Das kleinere Sägewerk stand links des Kanals. Die Getreidemühle verfügte über 3 Wasserräder und das Sägewerk über ein Wasserrad, welche in dem Kartenwerk auch verzeichnet sind. Gegenüber befand sich das Wohnhaus des Müllermeisters und seiner Familie. Besitzer um 1830 war Johann Gottlieb Weller. Die ganze Anlage ging später an die Familie Bareiß über. Die Stilllegung erfolgte gegen Ende des Zweiten Weltkriegs.

### Einwohnerentwicklung
- 1845: 11 Einwohner[1]

### Zerstörung
Die Stadt Welzheim erwarb das Grundstück 1948, konnte allerdings keine sinnvolle Verwendung für das Anwesen finden. Nach mehr als einem Jahrzehnt des Verfalls entledigte man sich der Mühle, indem man es 1960 der Feuerwehr gestattete, die Mühle als Demonstrationsobjekt anzuzünden; die Ruinen wurden abgetragen und der Kanal zugeschüttet. Später entstand am Standort der Sägemühle eine Reithalle, während der Standort des Wohnhauses unbebaut blieb.